# Вулиця Трубаченка
Вулиця Трубаченка (крим. Trubaçenko soqağı) — вулиця в Сімферополі, в Центральному районі міста. Історична назва — Горіхова.

## Опис
Загальна протяжність вулиці становить 1.7 км.
Пролягає від перехрестя з вулицею Севастопольська до малоповерхової забудови перед заводом «Пневматика», де окремими відрізками виходить до вулиць Балаклавська та Батурина.
Прилучаються вулиці Поповкина, Громадянська, Зенітна, Російська, провулки Російський та Горіховий.
На вулиці Трубаченка знаходиться школа № 2 та Республіканська спеціалізована дитячо-юнацька спортивно-стрілкова школа олімпійського резерву імені С. В. Клименка.

## Історія
Згадується з 1947 року під назвою Горіхова.
У 1974—1975 роках отримала назву Трубаченка, на честь Героя Радянського Союзу Василя Трубаченка, росіянина з-під Саратова, що загинув у повітряному бою в районі міста Яни Капу, та був похований у Сімферополі.

## Рекомендована література
- Поляков В. Е. Улицы Симферополя. — Симферополь: Таврида, 1994. (рос.)
- В. А. Широков Симферополь. Улицы и дома рассказывают: История Симферополя. (рос.)